# Taxus canadensis
Taxus canadensis är en barrväxtart som beskrevs av Marshall. Taxus canadensis ingår i släktet idegranar och familjen idegransväxter. Inga underarter finns listade i Catalogue of Life.
Arten växer i tempererade regioner av Nordamerika. Den hittas i Kanada från Atlanten österut till Manitoba. Utbredningsområdet fortsätter i USA till de centrala och östra delstaterna. Taxus canadensis saknas vid Mexikanska golfen (till exempel i Texas och Florida). Arten hittas i låglandet och i bergstrakter upp till 1500 meter över havet. Denna idegran är vanligen utformad som en buske och den ingår i skogar med barrträd och lövträd.
Klimatförändringar medför att betande hovdjur ökar i antal vad som skadar många träd. I några regioner etablerades ett intensivare skogsbruk och flera skogar omvandlades till jordbruksmark. I utbredningsområdet inrättades många skyddszoner och jakt på hjortdjur och andra växtätare ökade för att skydda träden. Taxus canadensis är fortfarande vanligt förekommande men i södra delen av utbredningsområdet kan situationen ändra sig inom 10 år. IUCN kategoriserar arten globalt som livskraftig.

## Bildgalleri

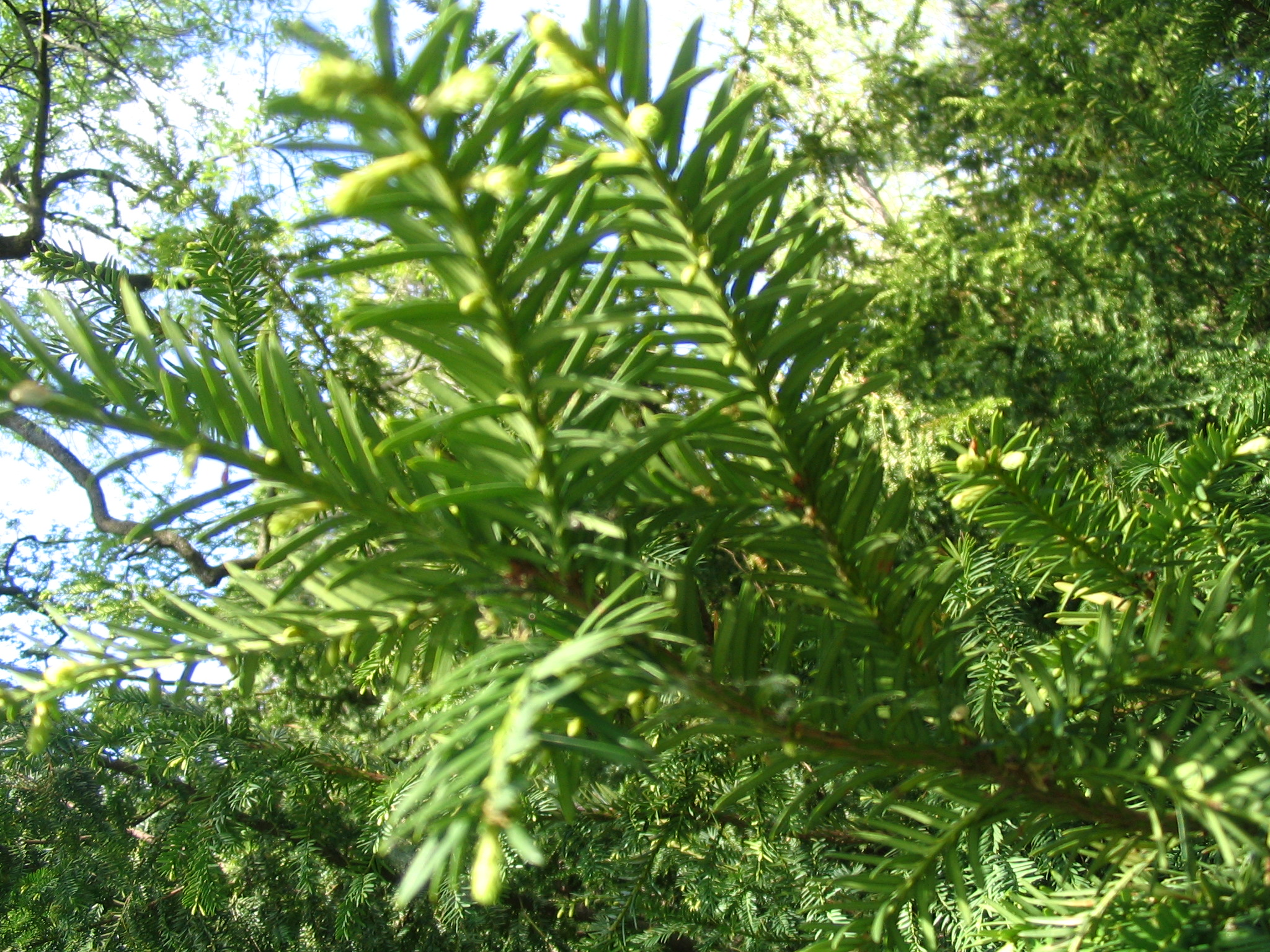